# Ceraunius Tholus

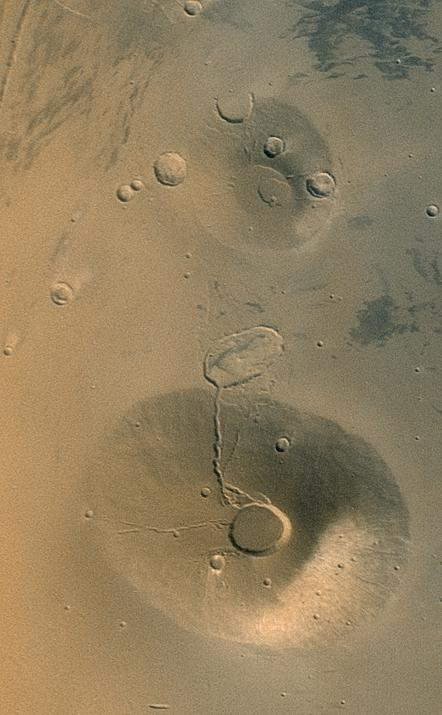
O vulcão na parte inferior é Ceraunius Tholus e o na parte superior é Uranius Tholus, visto pela Mars Orbiter Camera da Mars Global Surveyor.

Ceraunius Tholus é um vulcão em Marte localizado no quadrângulo de Tharsis a 24.2º latitude norte e 97.4º longitude oeste fazendo parte do grupo de Uranius. Possui 130 km de diâmetro, 5.5 km de altura e recebeu um nome clássico de uma formação de albedo. 
Acredita-se que este vulcão se trate de um escudo basáltico cujas partes inferiores foram enterradas pela lava que o formou. Antigas interpretações sugeriam que esta formação se trata de um estratovulcão.  Os desfiladeiros de Ceraunius Tholus são bastante íngremes com uma inclinação média de 8° com vários canais de erosão radiais e vales esburacados se estendendo desde logo abaixo da borda da caldeira até a base do vulcão. A hipótese corrente é a de que os vales foram erodidos por água.    Formações interessantes em Ceraunius Tholus são os três grandes cânions na borda noroeste de Ceraunius Tholus medindo mais de 2.5 km de largura e 300 m de profundidade. O maior desses três também parece ser o mais recente e se inicia do ponto mais baixo da caldeira vulcânica terminando na interessante cratera Rahe (uma cratera de impacto oblíqua medindo 35 × 18 km), pouco a norte onde ela formou um leque deposital. Sua origem ainda é objeto de debate e há quatro modelos principais propostos: ação fluvial, fluxos de lava vulcânica, o vale sendo um canal de lava ou uma combinação dos modelos anteriormente mencionados.
A caldeiro do Ceranius Tholus é pontuada com vários buracos colapsados distintos das crateras de impacto tendo em vista que elas não possuem paredes ao redor e variam em concentração ao longo da caldeira.
Ceraunius Tholus provavelmente se formou no período Hesperiano tardio.

## Geleiras
Alguns cientistas acreditam na existência de geleiras em muitos dos vulcões de Tharsis incluindo em Olympus Mons, Ascraeus Mons, e Pavonis Mons.   as geleiras de Ceraunius Tholus podem ter derretido formando lagos temporários no passado. A forma da caldeira de Ceraunius Tholus sugere que no passado água advinda do derretimento de geleiras acumularia em um lago na caldeira. 

## Ambiente ao redor de Ceraunius Tholus
Ceraunius Tholus se situa no planalto de Tharsis, também chamado de montes Tharsis.   Tharsis é uma terra de grandes vulcões. Olympus Mons é o mais alto vulcão conhecido.  Ascraeus Mons e Pavonis Mons possuem no mínimo 321,87 km de diâmetro se elevam a mais de 9,66 km acima do platô no qual se situam.  E esse platô se situa de 4.8 a 6,44 km acima da altitude zero de Marte.